# LyX
{\displaystyle \mathbf {L} \!{}_{\mathbf {\displaystyle Y} }\!\mathbf {X} } (LyX простим текстом) — перший та єдиний візуальний редактор/процесор тексту для LaTeX, побудований за ідеологією WYSIWYM.
Призначений для користувачів, які вимагають високої якості та зручності при введенні тексту. LyX дає змогу автору зосередити увагу на змісті та логічній структурі документа. LyX зберігає документи у текстовому форматі подібному до XML. На момент редагування документа  LyX перетворює документ зі свого формату у формат LaTeX. Для використання програми не потрібно знання LaTeX, хоча це знання дає змогу повніше використовувати програму.
Слід відмітити, що структурування документа повністю лягає на програму, а це нумерація, і слідкування за її правильністю по мірі змінювання і доповнення документа, таких елементів структури тексту, як частина, розділ, підрозділ, підпідрозділ, абзац, автор, дата, малюнки, таблиці, посилання та інше. Також програма автоматично, за бажанням користувача, створює переліки та сторінки переліків цих структурних елементів з автоматичною нумерацією. Також в програмі реалізовано простий механізм створення перехресних посилань та створення предметного та авторського покажчика (це може бути будь-який елемент тексту). Це корисно у разі написання книжок та дисертацій, коли потрібно внести сторінки на яких зведені таблиці, рисунки, або їх переліки. У цьому  разі користувач звільняється від повторного введення цих елементів, все, що потрібно, вказувати на них під час створення тексту, а LyX має зручні інструменти для цього.
На сторінці проекту є добре ілюстрована мультимедійна презентація: «створення першого документа» [Архівовано 5 січня 2009 у Wayback Machine.].

## Можливості
- оформлення дисертації за вимогами ВАКУ (http://www.imath.kiev.ua/~baranovskyi/tex/vakthesis/ [Архівовано 30 листопада 2011 у Wayback Machine.])
- GUI з системою меню, налаштовувані сполучення клавіш;
- Автодоповнення тексту;
- WYSIWYG-редактор таблиць;
- Візуальний редактор формул з можливістю введення команд LaTeX;
- Копіювання/вставка джерельного коду LaTeX;
- Стандартні операції текстових процесорів: вирізування/вставка, робота з декількома документами, скасування/повернення редагувань, перевірка правопису (за допомогою GNU Aspell);

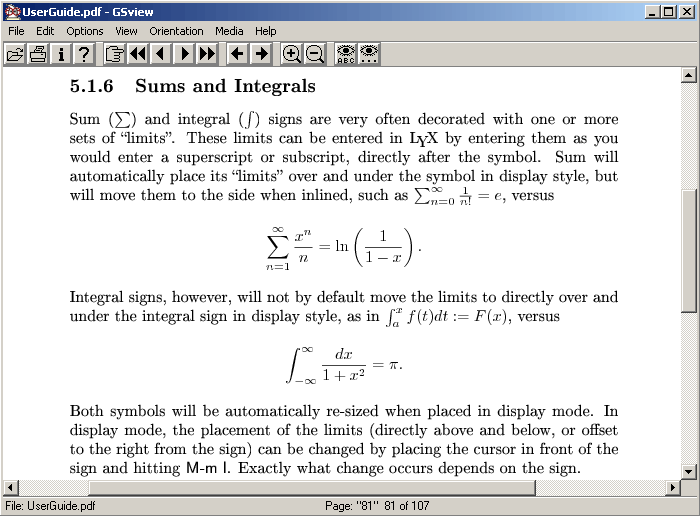
Знімок PDF-документа, створеного за допомогою LyX

- Імпорт та експорт різних форматів (LaTeX, PDF, Postscript, DVI, ASCII, HTML, OpenDocument, RTF, MS Word та інших) за допомогою налаштовуваних конверторів;
- Підтримка мов з написанням справа-наліво, таких як іврит й арабська, та різних систем письма (включно з CJK);
- Базова підтримка різноманітних систем комп'ютерної алгебри — Maple, Maxima, Octave, Mathematica
- Переглядач джерельного коду для LaTeX та DocBook;
- Підтримка інструментів SGML (DocBook DTD);
- Підтримка літературного програмування (noweb, Sweave);
- Відстежування змін та підтримка зовнішніх систем керування версіями;
- Розвинені можливості для створення позначок, посилань, індексів та бібліографії (включно з розвиненою підтримкою BibTeX);
- Автоматично-нумеровані заголовки розділів, створення гіпертекстового змісту, списків ілюстрацій чи таблиць;
- Режим виведення ієрархічного змісту полегшує навігацію документом та дає змогу переміщати готові частини й розділи;
- Підтримка безлічі графічних форматів (включно з  XFig, Dia та іншими);
- WYSIWYG-редактор для обрізання, обертання й масштабування зображень;
- Шаблони для різних видів текстів, що дають змогу друкувати листи, статті, книги, сценарії, LinuxDoc, слайди, презентації (наприклад beamer), також є шаблони деяких видів текстів для наукових співтовариств, таких як AMS, APS, IEEE.

## Зовнішні посилання
- Сайт програми LyX [Архівовано 2 червня 2019 у Wayback Machine.]
- Встановлювач для Windows [Архівовано 16 червня 2017 у Wayback Machine.]